# كاثرين كالدر
كاثرين كالدر هي مغنية كندية، ولدت في 17 يونيو 1982.

## وصلات خارجية
- الموقع الرسمي
- كاثرين كالدر على موقع ميوزك برينز (الإنجليزية)
- كاثرين كالدر على موقع ديسكوغز (الإنجليزية)